# Monti della Regina Maud
I Monti della Regina Maud sono un importante gruppo di montagne, dorsali, picchi e vette che fanno parte dei Monti Transantartici, situati tra il Ghiacciaio Beardmore e il Ghiacciaio Reedy; includono nelle loro pertinenze anche l'area che va dalla Barriera di Ross fino all'Altopiano Antartico, nell'Antartide.

## Descrizione
L'esploratore norvegese Roald Amundsen nel corso della sua spedizione verso il Polo Sud nel 1911, salì per primo sul Ghiacciaio Axel Heiberg posto vicino alla parte centrale del gruppo montuoso e denominò questi monti in onore della regina di Norvegia Maud del Galles. È da notare tuttavia che, nonostante il nome, i monti non sono situati nella Terra della Regina Maud. 
Le vette che contornano il Ghiacciaio Beardmore, all'estremità occidentale della catena, erano già state osservate dalle spedizioni britanniche guidate da Ernest Shackleton (Spedizione Nimrod, 1907–09) e Robert Falcon Scott (Spedizione Terra Nova, 1910-13), ma la mappatura complessiva di questi monti fu effettuata successivamente da alcune spedizioni americane guidate da Richard Evelyn Byrd (negli anni 1930 e 1940), dal Programma Antartico degli Stati Uniti d'America (USARP - United States Antarctic Program) e dalle spedizioni neozelandesi del New Zealand Antarctic Research Program (NZARP) nel periodo tra il 1950 e il 1970.

## Principali elementi geografici
I principali elementi geografici dei Monti della Regina Maud includono:

### Monti Barton
- Graphite Peak
- Monte Clarke
- Monte Usher
- Tricorn Mountain

### Monti Bush
- Anderson Heights
- Ghiacciaio Kosco
- McIntyre Promontory
- Ghiacciaio Mincey
- Monte Boyd
- Monte Cromie
- Ghiacciaio Ramsey

### Commonwealth Range
- Airdrop Peak
- Ghiacciaio Beardmore
- Beetle Spur
- Celebration Pass
- Dolphin Spur
- Ebony Ridge
- Flat Top
- Ghiacciaio Hood
- Ghiacciaio Keltie
- Lands End Nunataks
- Ghiacciaio Ludeman
- Mount Cyril
- Monte Donaldson
- Mount Henry
- Mount Kathleen
- Mount Kyffin
- Mount Patrick
- Mount Robert Scott
- Ghiacciaio Osicki
- Pain Neve
- Separation Range
- Siege Dome

### Dominion Range
- Ghiacciaio Ashworth
- Browns Butte
- Davis Nunataks
- Kane Rocks
- Ghiacciaio Koski
- Meyer Desert
- Ghiacciaio Mill
- Monte Cecily
- Monte Mills
- Plunket Point
- Ghiacciaio Rutkowski
- Scott Icefalls
- Ghiacciaio Vandament

### Gothic Mountains
- Organ Pipe Peaks
- Ghiacciaio Sanctuary
- The Spectre

### Grosvenor Mountains
- Aitken Nunatak
- Block Peak
- Hayman Nunataks
- Johnston Heights
- Larkman Nunatak
- Mauger Nunatak
- Monte Block
- Monte Bumstead
- Monte Cecily
- Monte Pratt
- Monte Raymond
- Otway Massif

### Hays Mountains
- Cox Peaks
- Dragons Lair Névé
- Fission Wall
- Forbidden Valley
- Heinous Peak
- Ghiacciaio Cappellari
- Ghiacciaio Koerwitz
- Ghiacciaio Scott
- Ghiacciaio Souchez
- Ghiacciaio Vaughan
- Monte Armstrong
- Monte Astor
- Monte Borcik
- Monte Colbert
- Monte Crockett
- Monte Dayton
- Monte Dietz
- Monte Gevers
- Monte Goodale
- Monte Griffith
- Monte Stump
- Monte Thorne
- Monte Vaughan
- Monte Walshe
- Sledging Col

### Herbert Range
- Ghiacciaio Axel Heiberg
- Bell Peak
- Bigend Saddle
- Ghiacciaio Cohen
- Monte Balchen
- Monte Betty
- Monte Cohen
- Ghiacciaio Sargent
- Ghiacciaio Strom
- Zigzag Bluff

### Hughes Range

#### Elevazioni principali
- Monte Kaplan, alto 4 230 m
- Monte Waterman (84°27′S 175°25′E), alto 3 880 m
- Monte Wexler (84°30′S 175°01′E), alto 4 025 m.

##### Altri elementi importanti
- Campbell Cliffs
- Ghiacciaio Canyon
- Ghiacciaio Good
- Ghiacciaio Millington
- Ghiacciaio Perez
- Ghiacciaio Shanklin
- Haynes Table
- Lane Plateau
- Monte Brennan
- Monte Bronk
- Monte Cartwright
- Monte Kaplan
- Monte Odishaw
- Pain Neve

### La Gorce Mountains
- Ackerman Ridge
- Beard Peak
- Delta Peak
- Gjertsen Promontory
- Goldstream Peak
- Graves Nunataks
- Hourglass Buttress
- Johansen Peak
- Kessens Peak
- Ghiacciaio Klein
- Ghiacciaio Robison
- Ghiacciaio Scott
- Monte Gjertsen
- Monte Grier
- Monte Mooney
- Monte Paine
- Surprise Spur
- Waterhouse Spur

### Prince Olav Mountains
Le vette e i picchi più importanti includono
- Monte Wade, 84°51′S 174°19′W, alto 4084 m
- Mount Fisher, 85°06′S 171°03′W, alto 4080 m
- Centennial Peak, 84°57′S 174°00′W, alto 4070 m
- Monte Ray, 85°07′S 170°48′W, alto 3904 m
- Monte Sellery, 84°58′S 172°45′W, alto 3895 m
- Monte Oliver, 84°56′S 173°44′W, alto 3800 m
- Monte Campbell, 84°55′S 174°00′W, alto 3790 m
- Jones Peak, 85°05′S 172°00′W, alto 3670 m
- Monte Finley, 85°01′S 173°58′W, alto 3470 m
- Monte Smithson, 84°59′S 172°10′W, alto 3000 m
- Allaire Peak, 84°53′S 170°54′W, alto 1900 m

Altri elementi geografici importanti
- Allaire Peak
- Capo Irwyn
- Centennial Peak
- Clark Spur
- Ghiacciaio Barrett
- Ghiacciaio Gough
- Ghiacciaio Harwell
- Ghiacciaio Holzrichter
- Ghiacciaio Zotikov
- Ghiacciaio Krout
- Ghiacciaio McGregor
- Hardiman Peak
- Jones Peak
- Longhorn Spurs
- Mercik Peak
- Monte Campbell
- Monte Dodge
- Monte Finley
- Monte Fisher
- Monte Hall
- Monte Kenney
- Monte Krebs
- Monte Llano
- Monte McCue
- Monte Munson
- Monte Oliver
- Monte Ray
- Monte Roe
- Monte Sellery
- Monte Smithson
- Monte Wade
- Monte Wells
- Monte Wendland
- Watt Ridge

### Quarles Range
- Ghiacciaio Bowman
- Ghiacciaio Cooper
- Mohn Basin
- Monte Belecz
- Monte Dean
- Monte Ruth Gade
- Monte Wedel-Jarlsberg
- Schobert Nunatak

### Rawson Mountains
- Ghiacciaio Amundsen
- Ghiacciaio Scott
- Monte Weaver
- Monte Wyatt

### Supporters Range
- Ghiacciaio Ashworth
- Ghiacciaio Jensen
- Ghiacciaio Laird
- Ghiacciaio Mill
- Ghiacciaio Mill Stream
- Ghiacciaio Snakeskin
- Monte Henry Lucy
- Monte Iveagh
- Monte Judd
- Monte Kinsey
- Monte Westminster
- Monte White
- Ranfurly Point

### Tapley Mountains
Gli elementi geografici più importanti sono:
- Bobo Ridge
- Durham Point
- Evans Butte
- Ghiacciaio Albanus
- Ghiacciaio Leverett
- Ghiacciaio Roe
- Ghiacciaio Scott
- Monte Andes
- Monte Bushnell
- Monte Durham
- Monte Herr
- Monte Seebeck
- Monte Stahlman
- Monte Wallace
- Pincer Point